# Inibidor de angiogênese
Um inibidor de angiogênese é uma substância que inibe o crescimento de novos vasos sanguíneos (angiogênese). Alguns inibidores de angiogênese são endógenos e fazem parte do controle normal do corpo, enquanto outros são obtidos exogenamente por meio de medicamentos ou dieta.
Embora a angiogênese seja uma parte essencial da cicatrização de feridas e de outros processos favoráveis, certos tipos de angiogênese estão associados ao crescimento de tumores malignos. Assim, os inibidores da angiogênese têm sido estudados de perto para um possível tratamento do câncer. Antigamente, acreditava-se que os inibidores da angiogênese tinham potencial como tratamento "bala de prata" aplicável a muitos tipos de câncer, mas as limitações da terapia antiangiogênica foram demonstradas na prática. Atualmente, os inibidores da angiogênese são reconhecidos por sua melhoria na imunoterapia contra o câncer ao superar a anergia das células endoteliais. Os inibidores da angiogênese também são usados para tratar com eficácia a degeneração macular nos olhos e outras doenças que envolvem a proliferação de vasos sanguíneos.

## Mecanismo de ação
Quando um tumor estimula o crescimento de novos vasos, diz-se que ele passou por um "switch angiogênico". O principal estímulo para esse switch parece ser a privação de oxigênio, embora outros estímulos, como inflamação, mutações oncogênicas e estresse mecânico, também possam desempenhar um papel. O interruptor angiogênico leva à expressão tumoral de fatores pró-angiogênicos e ao aumento da vascularização do tumor. Especificamente, as células tumorais liberam vários fatores parácrinos pró-angiogênicos (incluindo angiogenina, fator de crescimento do endotélio vascular [VEGF], fator de crescimento de fibroblastos [FGF] e fator de crescimento transformador-β [TGF-β]). Esses fatores estimulam a proliferação, a migração e a invasão das células endoteliais, resultando em novas estruturas vasculares que brotam de vasos sanguíneos próximos. As moléculas de adesão celular, como as integrinas, são essenciais para a fixação e a migração das células endoteliais para a matriz extracelular.

### Inibição da via do VEGF
A inibição da angiogênese requer o tratamento com fatores antiangiogênicos ou medicamentos que reduzam a produção de fatores pró-angiogênicos, impeçam sua ligação com seus receptores ou bloqueiem suas ações. A inibição da via do VEGF tornou-se o foco da pesquisa sobre angiogênese, pois aproximadamente 60% dos tumores malignos expressam altas concentrações de VEGF. As estratégias para inibir a via do VEGF incluem anticorpos direcionados contra o VEGF ou o VEGFR, híbridos de VEGFR/VEGFR solúveis e inibidores da tirosina quinase. O inibidor da via do VEGF mais usado atualmente no mercado é o bevacizumabe. O bevacizumabe se liga ao VEGF e o inibe de se ligar aos receptores do VEGF.

## Regulação endógena
A angiogênese é regulada pela atividade de estimuladores e inibidores endógenos. Os inibidores endógenos, encontrados no corpo naturalmente, estão envolvidos no processo diário de regulação da formação de vasos sanguíneos. Os inibidores endógenos geralmente são derivados da matriz extracelular ou das proteínas da membrana basal e funcionam interferindo na formação e migração das células endoteliais, na morfogênese do tubo endotelial e na infrarregulação dos genes expressos nas células endoteliais.
Durante o crescimento do tumor, a ação dos estimuladores da angiogênese ultrapassa o controle dos inibidores da angiogênese, permitindo o crescimento e a formação de vasos sanguíneos não regulados ou menos regulados. Os inibidores endógenos são alvos atraentes para a terapia do câncer porque são menos tóxicos e menos propensos a levar à resistência aos medicamentos do que alguns inibidores exógenos. No entanto, o uso terapêutico de inibidores endógenos tem desvantagens. Em estudos com animais, foram necessárias altas doses de inibidores para impedir o crescimento do tumor e o uso de inibidores endógenos provavelmente seria de longo prazo.
| Inibidores                                                     | Mecanismo |
| -------------------------------------------------------------- | --- |
| VEGFR-1 e NRP-1 solúveis                                       | Receptores chamarizes do VEGF-B e PIGF                                                                        |
| Angiopoietina 2                                                | Antagonista da angiopoietina 1                                                                                |
| TSP-1 and TSP-2                                                | Inibem a migração celular, a proliferação celular, a adesão celular e a sobrevivência das células endoteliais |
| Angiostatina e moléculas relacionadas                          | Inibem a proliferação celular e induzem a apoptose de células endoteliais                                     |
| Endostatina                                                    | Inibem a migração celular, a proliferação celular e a sobrevivência das células endoteliais                   |
| Vasostatina, calreticulina                                     | Inibem a proliferação celular de células endoteliais                                                          |
| Fator plaquetário 4                                            | Inibe a ligação do bFGF e do VEGF                                                                             |
| TIMP e CDAI                                                    | Inibem a migração celular de células endoteliais                                                              |
| ADAMTS1 and ADAMTS8                                            | |
| IFN-α, -β e γ, CXCL10, IL-4, -12 and -18                       | Inibem a migração celular de células endoteliais, reduzem a regulação do bFGF                                 |
| protrombina (domínio kringle-2), fragmento de antitrombina III | Inibem a proliferação celular de células endoteliais                                                          |
| Prolactina                                                     | VEGF |
| VEGI                                                           | Afeta a proliferação celular de células endoteliais                                                           |
| SPARC                                                          | Inibem a ligação e a atividade do VEGF                                                                        |
| Osteopontina                                                   | Inibem a sinalização da integrina                                                                             |
| Maspina                                                        | Inibe as proteases                                                                                            |
| Canstatina (um fragmento de COL4A2)                            | Inibe a migração de células endoteliais, induz a apoptose                                                     |
| Proteína relacionada à proliferina                             | Proteína lisossômica de ligação à manose 6-fosfato                                                            |

Um método recente para o fornecimento de fatores antiangiogênicos a regiões tumorais em pacientes com câncer utiliza bactérias geneticamente modificadas capazes de colonizar tumores sólidos in vivo, como Clostridium, Bifidobacterium e Salmonella, adicionando genes para fatores antiangiogênicos, como endostatina ou quimiocina IP10, e removendo quaisquer genes de virulência prejudiciais. Um alvo também pode ser adicionado à parte externa das bactérias para que elas sejam enviadas ao órgão correto do corpo. Em seguida, as bactérias podem ser injetadas no paciente e se localizarão no local do tumor, onde liberarão um suprimento contínuo dos medicamentos desejados nas proximidades de uma massa de câncer em crescimento, impedindo que ela tenha acesso ao oxigênio e, por fim, deixando as células cancerígenas famintas. Foi demonstrado que esse método funciona tanto in vitro quanto in vivo em modelos de camundongos, com resultados muito promissores.

## Regulação exógena

### Dieta
Alguns componentes comuns da dieta humana também atuam como inibidores leves da angiogênese e, portanto, foram propostos para a angioprevenção, a prevenção de metástase por meio da inibição da angiogênese. Em particular, os seguintes alimentos contêm inibidores significativos e foram sugeridos como parte de uma dieta saudável para esse e outros benefícios:
- Produtos de soja, como tofu e tempeh, (que contêm o inibidor "genisteína")[20]
- Cogumelos Agaricus subrufescens (contêm os inibidores piroglutamato de sódio e ergosterol)[21][22]
- Extrato de framboesa preta (Rubus occidentalis)[23]
- Cogumelos Lingzhi (via inibição de VEGF e TGF-beta)[24]
- Cogumelos Trametes versicolor (Polissacarídeo-K)[25][26][27]
- Cogumelos Maitake (via inibição de VEGF)[28]
- Cogumelos Phellinus linteus[29] (via substância ativa Interfunginas A, inibição da glicação)[30]
- Chá verde (catequinas)[31]
- Alcaçuz (ácido glicirrízico)[32]
- Vinho tinto (resveratrol)[32]
- Fitoquímicos antiangiogênicos e ervas medicinais[33]
- Geleia real (ácido da abelha rainha)[34]

### Medicamentos
A pesquisa e o desenvolvimento nesse campo foram impulsionados em grande parte pelo desejo de encontrar melhores tratamentos para o câncer. Os tumores não podem crescer mais de 2 mm sem angiogênese. Ao interromper o crescimento dos vasos sanguíneos, os cientistas esperam cortar os meios pelos quais os tumores podem se nutrir e, assim, criar metástases.
Além do uso como medicamentos anticâncer, os inibidores da angiogênese estão sendo investigados para uso como agentes antiobesidade, pois os vasos sanguíneos no tecido adiposo nunca amadurecem totalmente e, portanto, são destruídos pelos inibidores da angiogênese. Os inibidores da angiogênese também são usados como tratamento para a forma úmida da degeneração macular. Ao bloquear o VEGF, os inibidores podem causar a regressão dos vasos sanguíneos anormais na retina e melhorar a visão quando injetados diretamente no humor vítreo do olho.

#### Visão geral
| Inibidores                                           | Mecanismo |
| ---------------------------------------------------- | --- |
| Bevacizumabe (Avastin)                               | VEGF |
| Itraconazole                                         | Inibe a fosforilação de VEGFR, a glicosilação, a sinalização de mTOR, a proliferação de células endoteliais, a migração celular, a formação de lúmen e a angiogênese associada ao tumor |
| Carboxiamidotriazol                                  | Inibidores da metionina aminopeptidase 2, inibem a proliferação e a migração celular de células endoteliais                                                                             |
| TNP-470 (um análogo da fumagilina)                   | Inibidores da metionina aminopeptidase 2, inibem a proliferação e a migração celular de células endoteliais                                                                             |
| CM101                                                | Ativa o sistema imunológico |
| IFN-α                                                | Regula negativamente os estimuladores da angiogênese e inibem a migração celular das células endoteliais                                                                                |
| IL-12                                                | Estimula a formação de inibidores de angiogênese |
| Fator plaquetário 4                                  | Inibem a ligação de estimuladores de angiogênese |
| Suramina                                             | Inibem a ligação de estimuladores de angiogênese |
| SU5416                                               | Inibem a ligação de estimuladores de angiogênese |
| Trombospondina                                       | Inibem a ligação de estimuladores de angiogênese |
| Antagonistas do VEGFR                                | Inibem a ligação de estimuladores de angiogênese |
| Esteroides angiostáticos + heparina                  | Inibiem a degradação da membrana basal |
| Fator inibidor de angiogênese derivado da cartilagem | Inibiem a degradação da membrana basal |
| Inibidores de metaloproteinase de matriz             | Inibiem a degradação da membrana basal |
| Angiostatina                                         | Inibe a proliferação celular e induzem a apoptose de células endoteliais |
| Endostatina                                          | Inibe a migração celular, a proliferação celular e a sobrevivência das células endoteliais                                                                                              |
| 2-metoxiestradiol                                    | Inibe a proliferação e a migração celular e induzem a apoptose de células endoteliais                                                                                                   |
| Tecogalan                                            | Inibe a proliferação celular de células endoteliais |
| Tetratiomolibdato                                    | Quelação de cobre, que inibe o crescimento dos vasos sanguíneos |
| Talidomida                                           | Inibe a proliferação celular de células endoteliais |
| Trombospondina                                       | Inibe a migração celular, a proliferação celular, a adesão celular e a sobrevivência das células endoteliais                                                                            |
| Prolactina                                           | VEGF |
| αVβ3 inhibitors                                      | Induz a apoptose de células endoteliais |
| Linomida                                             | Inibe a migração celular de células endoteliais |
| Ramucirumabe                                         | Inibi o VEGFR2 |
| Tasquinimode                                         | Desconhecido |
| Ranibizumabe                                         | VEGF |
| sorafenib (Nexavar)                                  | Inibe as quinases |
| Sunitinib (Sutent)                                   | Inibe as quinases |
| Pazopanibe (Votrient)                                | Inibe as quinases |
| Everolimo (Afinitor)                                 | Inibe as quinases |

#### Bevacizumabe

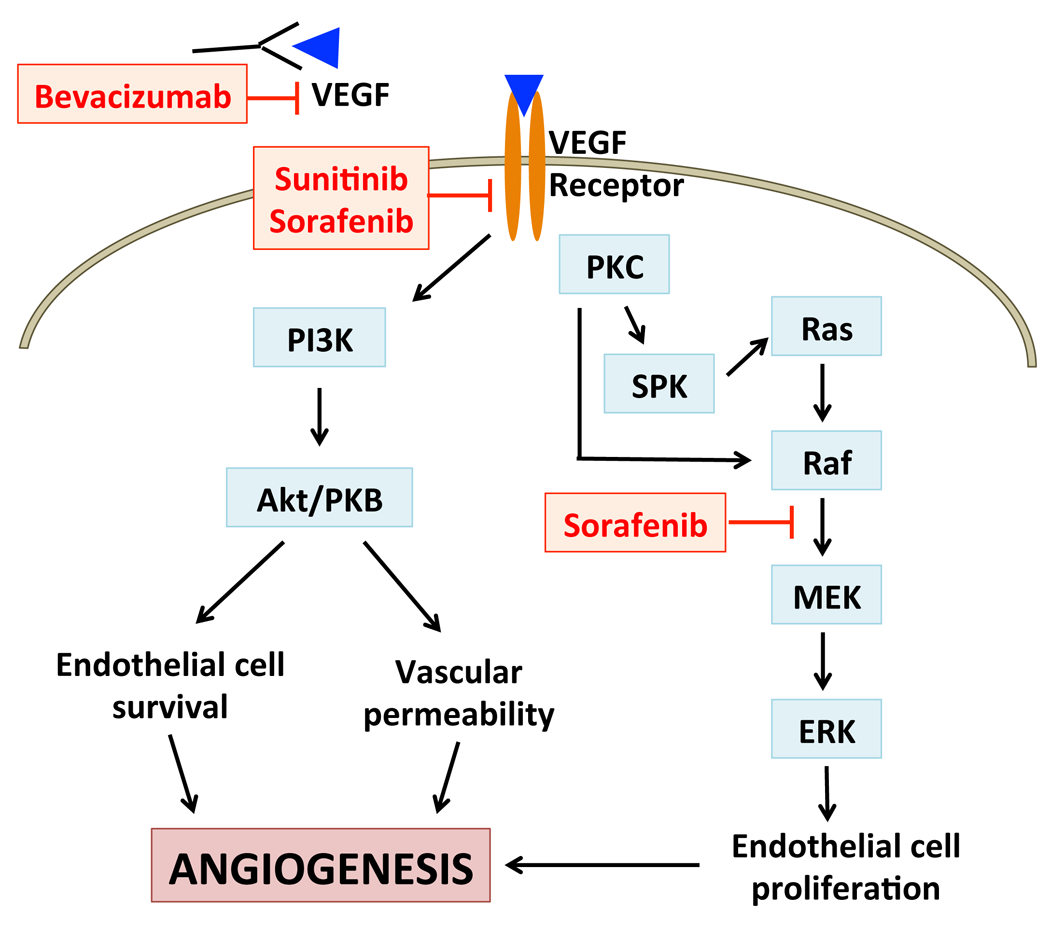
Mecanismo de ação dos inibidores da angiogênese. O bevacizumabe se liga ao VEGF, inibindo sua capacidade de se ligar e ativar os receptores de VEGF. O sunitinibe e o sorafenibe inibem os receptores de VEGF. O sorafenibe também atua a jusante.

Por meio da ligação ao VEGFR e a outros receptores de VEGF nas células endoteliais, o VEGF pode desencadear várias respostas celulares, como a promoção da sobrevivência celular, a prevenção da apoptose e a remodelação do citoesqueleto, o que promove a angiogênese. O bevacizumabe (nome comercial Avastin) retém o VEGF no sangue, diminuindo a ligação do VEGF aos seus receptores. Isso resulta na redução da ativação da via de angiogênese, inibindo assim a formação de novos vasos sanguíneos nos tumores.
Após uma série de testes clínicos em 2004, o Avastin foi aprovado pela FDA, tornando-se o primeiro medicamento antiangiogênese disponível comercialmente. A aprovação do Avastin pela FDA para o tratamento do câncer de mama foi posteriormente revogada em 18 de novembro de 2011.

#### Talidomida
Apesar do potencial terapêutico dos medicamentos antiangiogênese, eles também podem ser prejudiciais quando usados de forma inadequada. A talidomida é um desses agentes antiangiogênicos. A talidomida foi administrada a mulheres grávidas para tratar náuseas. No entanto, quando as gestantes tomam um agente antiangiogênico, o feto em desenvolvimento não forma vasos sanguíneos adequadamente, impedindo assim o desenvolvimento adequado dos membros e do sistema circulatório do feto. No final da década de 1950 e início da década de 1960, milhares de crianças nasceram com deformidades, principalmente focomelia, como consequência do uso da talidomida.

#### Canabinóides
De acordo com um estudo publicado na edição de 15 de agosto de 2004 da revista Cancer Research, os canabinoides, os ingredientes ativos da Cannabis, restringem o surgimento de vasos sanguíneos em gliomas (tumores cerebrais) implantados sob a pele de camundongos, inibindo a expressão de genes necessários para a produção do fator de crescimento endotelial vascular (VEGF).

### Efeitos colaterais gerais dos medicamentos

#### Hemorragia
O sangramento é um dos efeitos colaterais mais difíceis de controlar; essa complicação é, de certa forma, inerente à eficácia do medicamento. Embora os mecanismos de sangramento induzidos por agentes anti-VEGF sejam complicados e ainda não totalmente compreendidos, a hipótese mais aceita é que o VEGF poderia promover a sobrevivência e a integridade das células endoteliais na vasculatura adulta e sua inibição poderia diminuir a capacidade de renovação das células endoteliais danificadas.

#### Aumento da pressão arterial
Em um estudo realizado por ML Maitland, foi relatado um aumento médio da pressão arterial de 8,2 mm Hg sistólica e 6,5 mm Hg diastólica nas primeiras 24 horas após o primeiro tratamento com sorafenibe, um inibidor da via do VEGF.

#### Efeitos colaterais menos comuns
Como esses medicamentos atuam em partes do sangue e dos vasos sanguíneos, eles tendem a ter efeitos colaterais que afetam esses processos. Além dos problemas com hemorragia e hipertensão, os efeitos colaterais menos comuns desses medicamentos incluem pele seca e com coceira, síndrome mão-pé (áreas sensíveis e espessadas na pele, às vezes com bolhas nas palmas das mãos e nas solas dos pés), diarreia, fadiga e baixa contagem de sangue. Os inibidores da angiogênese também podem interferir na cicatrização de feridas e fazer com que os cortes reabram ou sangrem. Raramente, podem ocorrer perfurações (buracos) nos intestinos.